# Esbareich
Esbareich [ɛsbaʁɛʃ] est une commune française située dans le sud-est du département des Hautes-Pyrénées, en région Occitanie. Elle a donné son nom à un fromage. Sur le plan historique et culturel, la commune est dans le pays de Comminges, correspondant à l’ancien comté de Comminges, circonscription de la province de Gascogne située sur les départements actuels du Gers, de la Haute-Garonne, des Hautes-Pyrénées et de l'Ariège.
Exposée à un climat de montagne, elle est drainée par l'Ourse de Sost et par divers autres petits cours d'eau. La commune possède un patrimoine naturel remarquable composé de quatre zones naturelles d'intérêt écologique, faunistique et floristique.
Esbareich est une commune rurale qui compte 79 habitants en 2022, après avoir connu un pic de population de 599 habitants en 1846..
Ses habitants sont appelés les Esbaraichais.

## Géographie

### Localisation
La commune d'Esbareich se trouve dans le département des Hautes-Pyrénées, en région Occitanie.
Elle se situe à 51 km à vol d'oiseau de Tarbes, préfecture du département, à 36 km de Bagnères-de-Bigorre, sous-préfecture, et à 25 km de Lannemezan, bureau centralisateur du canton de la Vallée de la Barousse dont dépend la commune depuis 2015 pour les élections départementales.
La commune fait en outre partie du bassin de vie de Montréjeau.
Les communes les plus proches sont : 
Mauléon-Barousse (1,7 km), Ourde (1,7 km), Sost (1,8 km), Cazarilh (2,1 km), Ferrère (2,3 km), Thèbe (3,3 km), Bramevaque (3,8 km), Troubat (3,8 km).
Sur le plan historique et culturel, Esbareich fait partie du pays de Comminges, correspondant à l’ancien comté de Comminges, circonscription de la province de Gascogne située sur les départements actuels du Gers, de la Haute-Garonne, des Hautes-Pyrénées et de l'Ariège.
Esbareich est limitrophe de huit autres communes, quatre dans les Hautes-Pyrénées et quatre dans le département de la Haute-Garonne, dont Bachos limitrophe par un simple quadripoint, au sommet de l'Oudérou.

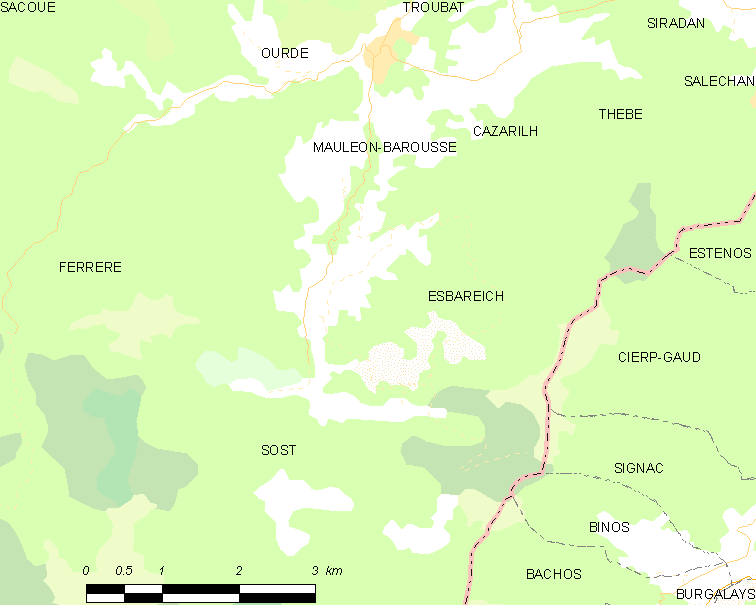
Carte de la commune d'Esbareich et des proches communes.

|         | Ourde     | Mauléon-Barousse                                                      |
| Ferrère | Esbareich | Cierp-Gaud (Haute-Garonne)                                            |
|         | Sost      | Signac (Haute-Garonne), Binos (Haute-Garonne), Bachos (Haute-Garonne) |

### Paysages et relief

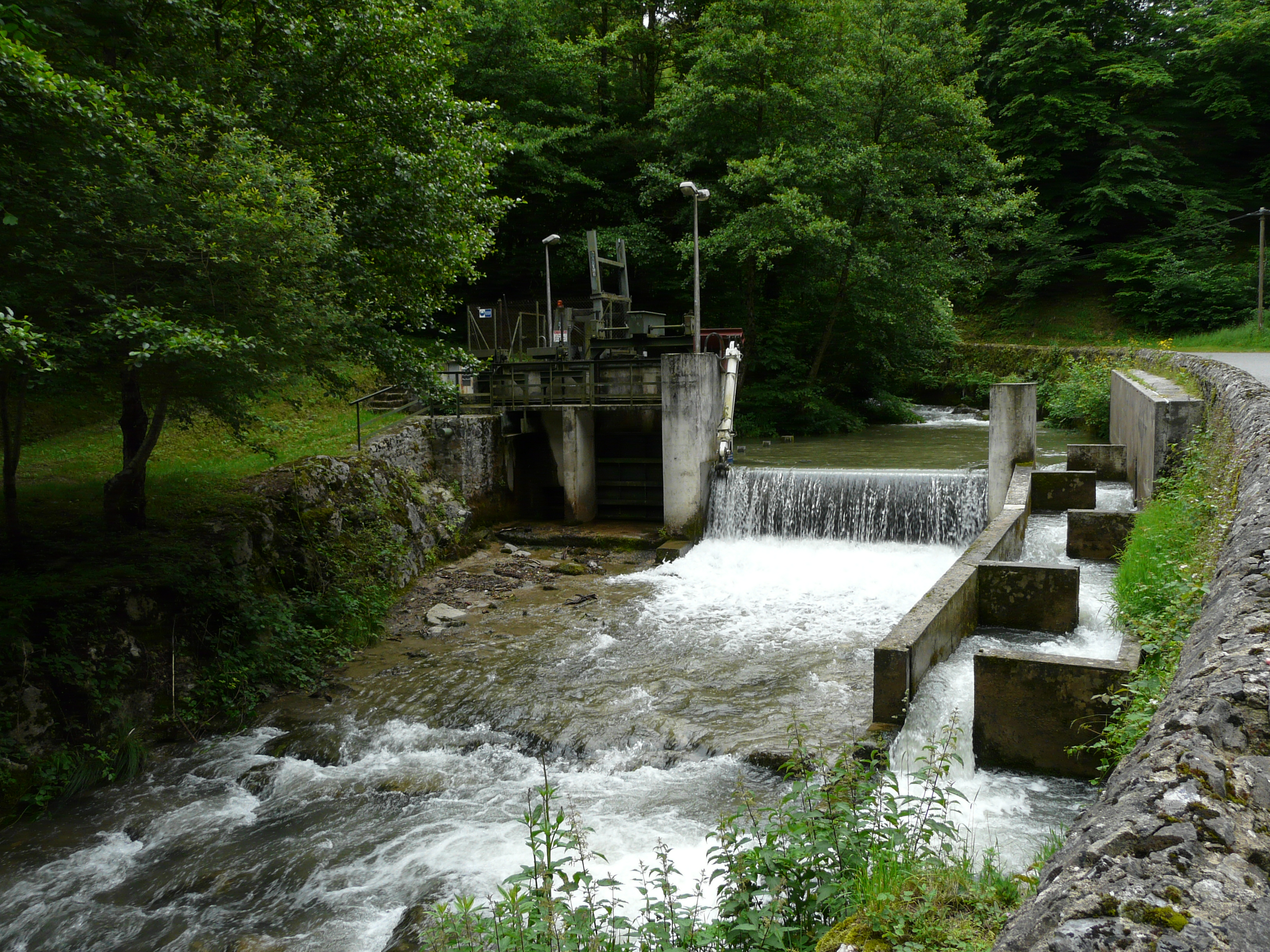
Barrage sur l'Ourse de Sost à Esbareich.

### Hydrographie
La commune est dans le bassin versant de la Garonne, au sein du bassin hydrographique Adour-Garonne. Elle est drainée par l'Ourse de Sost, le ruisseau de Caubech, le ruisseau de l'Augue, le ruisseau des Tours et par deux petits cours d'eau, constituant un réseau hydrographique de 5 km de longueur totale,.
L'Ourse de Sost, d'une longueur totale de 12,4 km, prend sa source dans la commune de Sost et s'écoule du sud vers le nord. Il traverse la commune et se jette dans l'Ourse à Mauléon-Barousse, après avoir traversé 3 communes.

### Climat
La commune jouit d'un climat montagnard caractérisé par des étés doux (température moyenne de 25 °C) et des périodes de beaux temps. Parfois des orages éclatent sous forme de fortes averses, imprévues et violentes. Quant aux hivers, ils sont frais ou froids avec des températures de 3 °C en moyenne, et souvent humides avec de fréquentes dépressions en provenance de l'Atlantique amenant de la pluie.
| Mois                              | jan.  | fév.  | mars  | avril | mai   | juin  | jui.  | août  | sep.  | oct.  | nov.  | déc.  | année   |
| --------------------------------- | ----- | ----- | ----- | ----- | ----- | ----- | ----- | ----- | ----- | ----- | ----- | ----- | ------- |
| Température minimale moyenne (°C) | 1     | 2     | 4     | 6     | 9     | 13    | 15    | 15    | 12    | 9     | 4     | 2     | 7,7     |
| Température moyenne (°C)          | 5,2   | 5,6   | 8,4   | 10,1  | 13,8  | 17,8  | 18,6  | 18,8  | 16,4  | 13,5  | 7,5   | 5,5   | 11,8    |
| Température maximale moyenne (°C) | 10    | 11    | 14    | 15    | 19    | 22    | 25    | 25    | 23    | 19    | 14    | 11    | 17,3    |
| Ensoleillement (h)                | 108,8 | 118,8 | 155,6 | 157,2 | 181,3 | 191,5 | 215,5 | 196,4 | 194,5 | 164,4 | 124,4 | 104,4 | 1 912,8 |
| Précipitations (mm)               | 98,6  | 63,3  | 99    | 108,2 | 137   | 87,1  | 72,6  | 70,5  | 69,5  | 81,9  | 101,4 | 97,4  | 1 086   |

### Milieux naturels et biodiversité
L’inventaire des zones naturelles d'intérêt écologique, faunistique et floristique (ZNIEFF) a pour objectif de réaliser une couverture des zones les plus intéressantes sur le plan écologique, essentiellement dans la perspective d’améliorer la connaissance du patrimoine naturel national et de fournir aux différents décideurs un outil d’aide à la prise en compte de l’environnement dans l’aménagement du territoire.
Trois ZNIEFF de type 1 sont recensées sur la commune :
- les « Chaînon du sommet d'Antenac au cap de Pouy de Hourmigué » (5 751 ha), couvrant 22 communes dont 16 dans la Haute-Garonne et six dans les Hautes-Pyrénées[11] ;
- « l'Ourse de Sost et ses affluents » (47 ha), couvrant 4 communes du département[12],
- le « massif de la Barousse » (6 802 ha), couvrant 12 communes dont deux dans la Haute-Garonne et dix dans les Hautes-Pyrénées[13] ;

et une ZNIEFF de type 2, : 
le « massif de la Barousse et chaînon du sommet d´Antenac au cap de Pouy de Hourmigué » (15 691 ha), couvrant 33 communes dont 18 dans la Haute-Garonne et 15 dans les Hautes-Pyrénées.

## Urbanisme

### Typologie
Au 1er janvier 2024, Esbareich est catégorisée commune rurale à habitat dispersé, selon la nouvelle grille communale de densité à sept niveaux définie par l'Insee en 2022.
Elle est située hors unité urbaine et hors attraction des villes,.

### Occupation des sols
L'occupation des sols de la commune, telle qu'elle ressort de la base de données européenne d’occupation biophysique des sols Corine Land Cover (CLC), est marquée par l'importance des forêts et milieux semi-naturels (78,3 % en 2018), une proportion identique à celle de 1990 (78,3 %). La répartition détaillée en 2018 est la suivante : 
forêts (71,9 %), prairies (13,3 %), zones agricoles hétérogènes (8,4 %), milieux à végétation arbustive et/ou herbacée (6,3 %).
L'IGN met par ailleurs à disposition un outil en ligne permettant de comparer l’évolution dans le temps de l’occupation des sols de la commune (ou de territoires à des échelles différentes). Plusieurs époques sont accessibles sous forme de cartes ou photos aériennes : la carte de Cassini (XVIIIe siècle), la carte d'état-major (1820-1866) et la période actuelle (1950 à aujourd'hui).

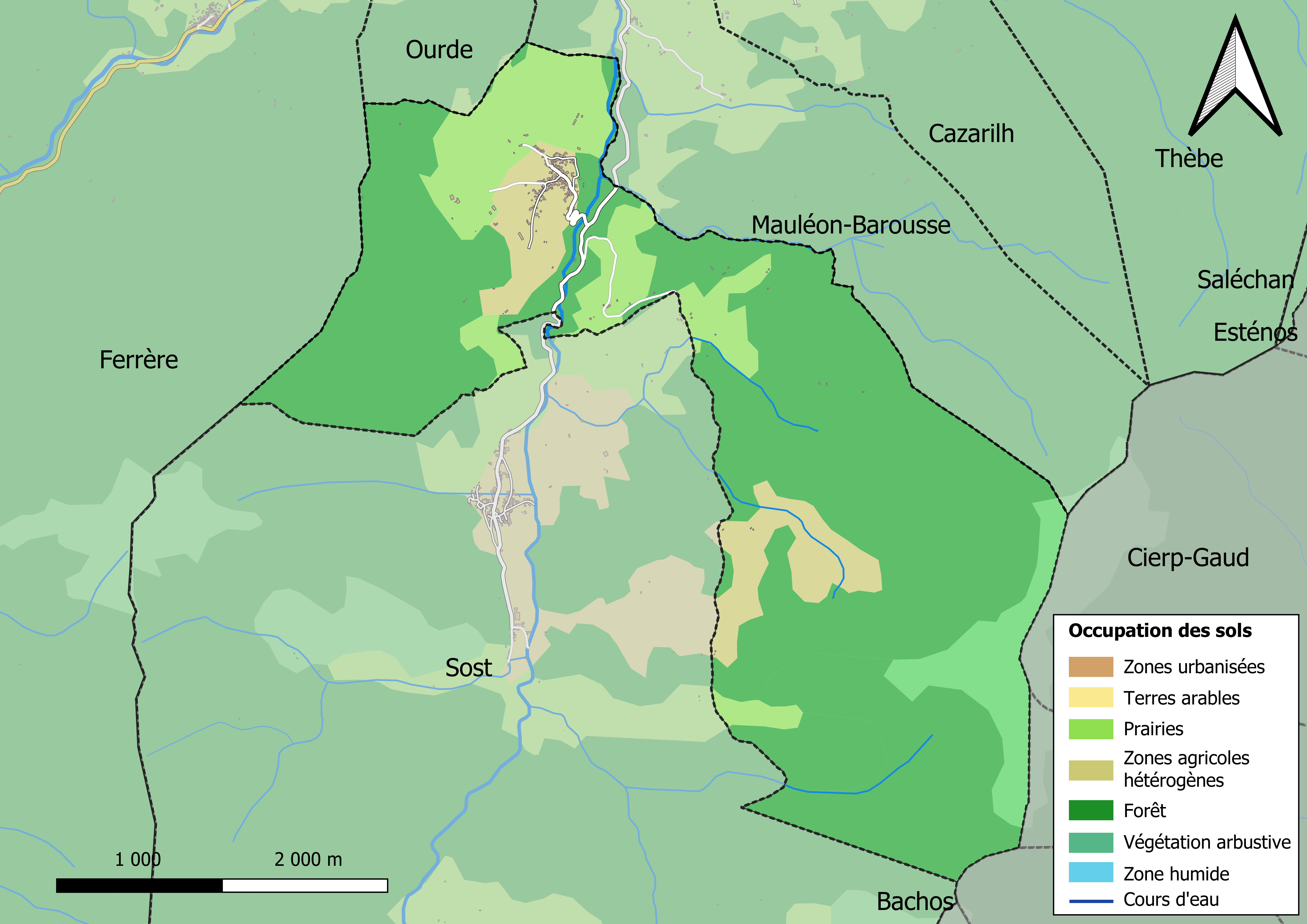
Carte des infrastructures et de l'occupation des sols en 2018 (CLC) de la commune.
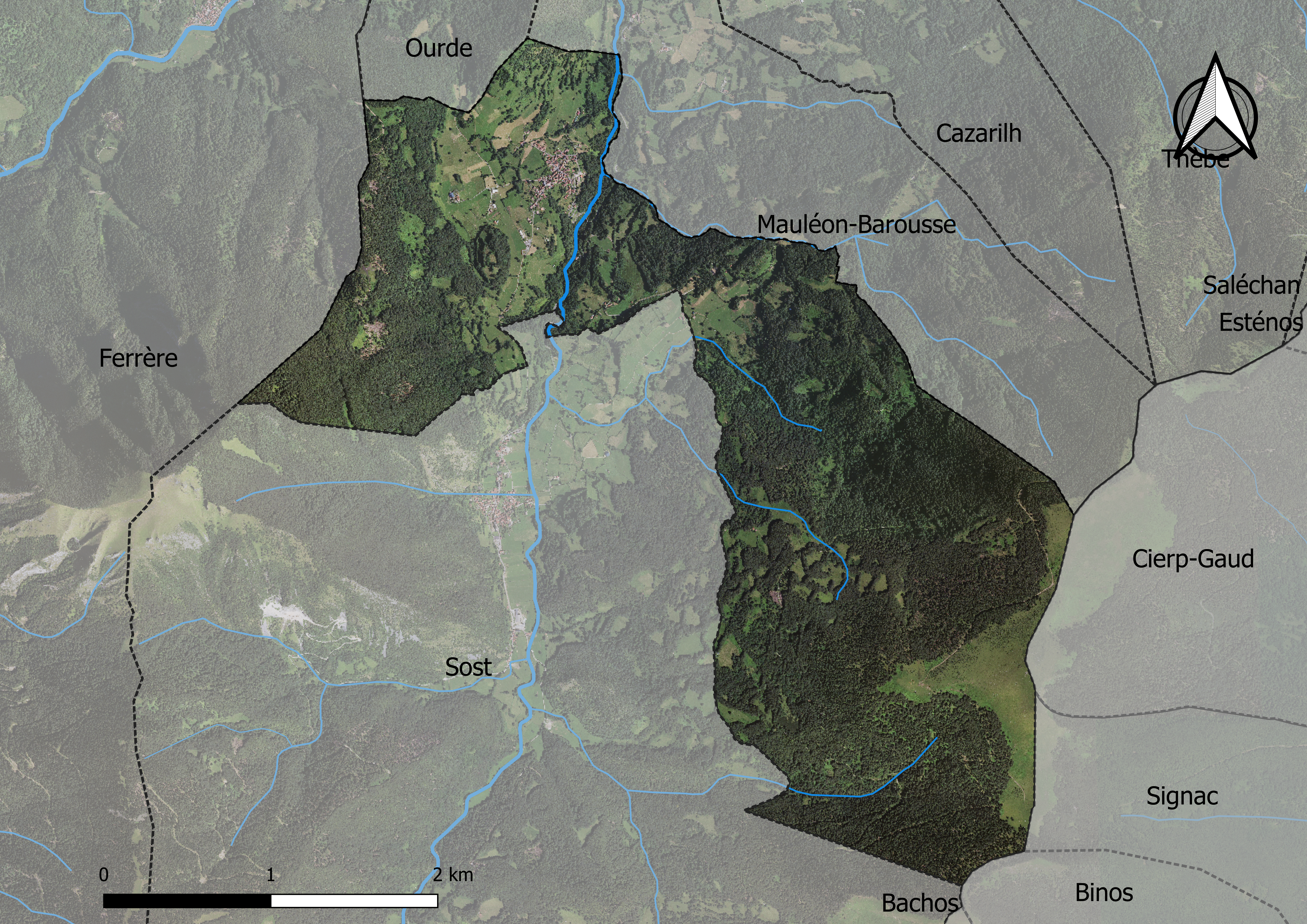
Carte orthophotogrammétrique de la commune.

### Voies de communication et transports

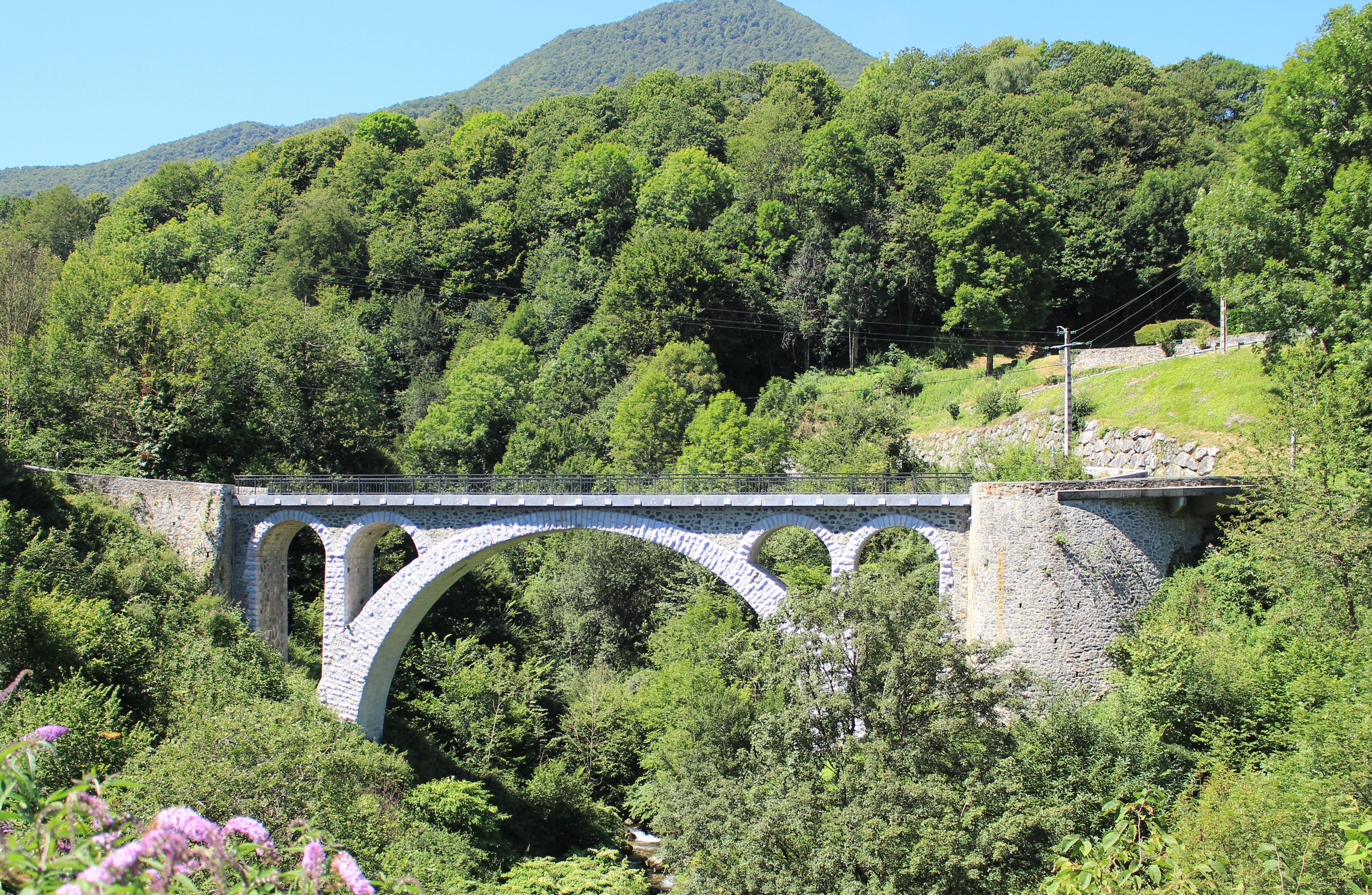
Pont d'accès Esbareich par la RD 322.

Cette commune est desservie par les routes départementales D 22 et D 322.

### Risques majeurs
Le territoire de la commune d'Esbareich est vulnérable à différents aléas naturels : météorologiques (tempête, orage, neige, grand froid, canicule ou sécheresse), inondations, feux de forêts, mouvements de terrains et séisme (sismicité moyenne). Il est également exposé à un risque particulier : le risque de radon. Un site publié par le BRGM permet d'évaluer simplement et rapidement les risques d'un bien localisé soit par son adresse soit par le numéro de sa parcelle.

#### Risques naturels
Certaines parties du territoire communal sont susceptibles d’être affectées par le risque d’inondation par débordement de cours d'eau, notamment l'Ourse de Sost. La cartographie des zones inondables en ex-Midi-Pyrénées réalisée dans le cadre du XIe Contrat de plan État-région, visant à informer les citoyens et les décideurs sur le risque d’inondation, est accessible sur le site de la DREAL Occitanie. La commune a été reconnue en état de catastrophe naturelle au titre des dommages causés par les inondations et coulées de boue survenues en 1982, 1999 et 2009,.
Esbareich est exposée au risque de feu de forêt. Un plan départemental de protection des forêts contre les incendies a été approuvé par arrêté préfectoral le 21 avril 2020 pour la période 2020-2029. Le précédent couvrait la période 2007-2017. L’emploi du feu est régi par deux types de réglementations. D’abord le code forestier et l’arrêté préfectoral du 27 octobre 2014, qui réglementent l’emploi du feu à moins de 200 m des espaces naturels combustibles sur l’ensemble du département. Ensuite celle établie dans le cadre de la lutte contre la pollution de l’air, qui interdit le brûlage des déchets verts des particuliers. L’écobuage est quant à lui réglementé dans le cadre de commissions locales d’écobuage (CLE)

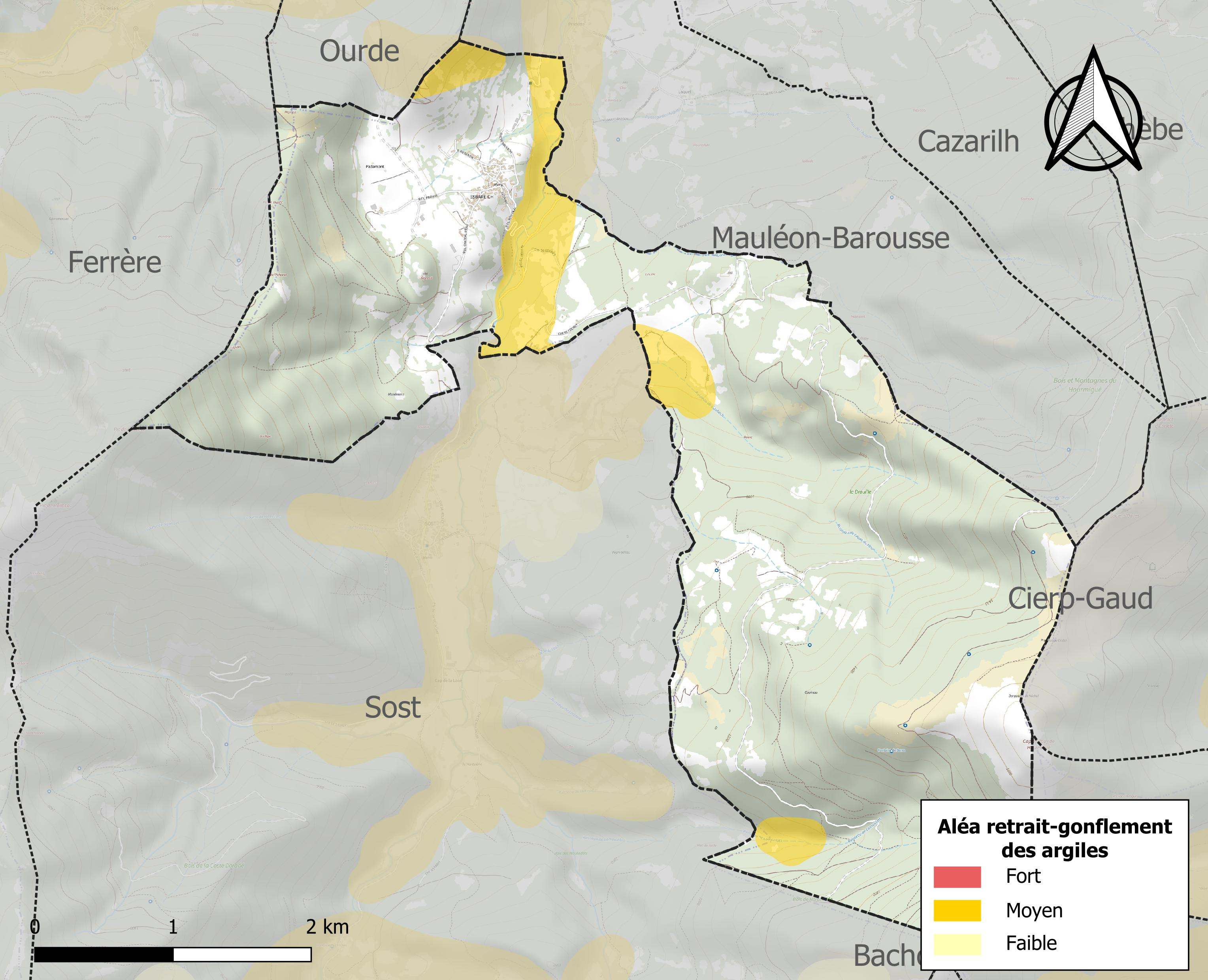
Carte des zones d'aléa retrait-gonflement des sols argileux d'Esbareich.

Les mouvements de terrains susceptibles de se produire sur la commune sont des tassements différentiels.
Le retrait-gonflement des sols argileux est susceptible d'engendrer des dommages importants aux bâtiments en cas d’alternance de périodes de sécheresse et de pluie. 7,7 % de la superficie communale est en aléa moyen ou fort (44,5 % au niveau départemental et 48,5 % au niveau national). Sur les 100 bâtiments dénombrés sur la commune en 2019, 4 sont en aléa moyen ou fort, soit 4 %, à comparer aux 75 % au niveau départemental et 54 % au niveau national. Une cartographie de l'exposition du territoire national au retrait gonflement des sols argileux est disponible sur le site du BRGM,.
Par ailleurs, afin de mieux appréhender le risque d’affaissement de terrain, l'inventaire national des cavités souterraines permet de localiser celles situées sur la commune.
Concernant les mouvements de terrains, la commune a été reconnue en état de catastrophe naturelle au titre des dommages causés par des mouvements de terrain en 1999.

#### Risque particulier
Dans plusieurs parties du territoire national, le radon, accumulé dans certains logements ou autres locaux, peut constituer une source significative d’exposition de la population aux rayonnements ionisants. Certaines communes du département sont concernées par le risque radon à un niveau plus ou moins élevé. Selon la classification de 2018, la commune d'Esbareich est classée en zone 3, à savoir zone à potentiel radon significatif.

## Toponymie

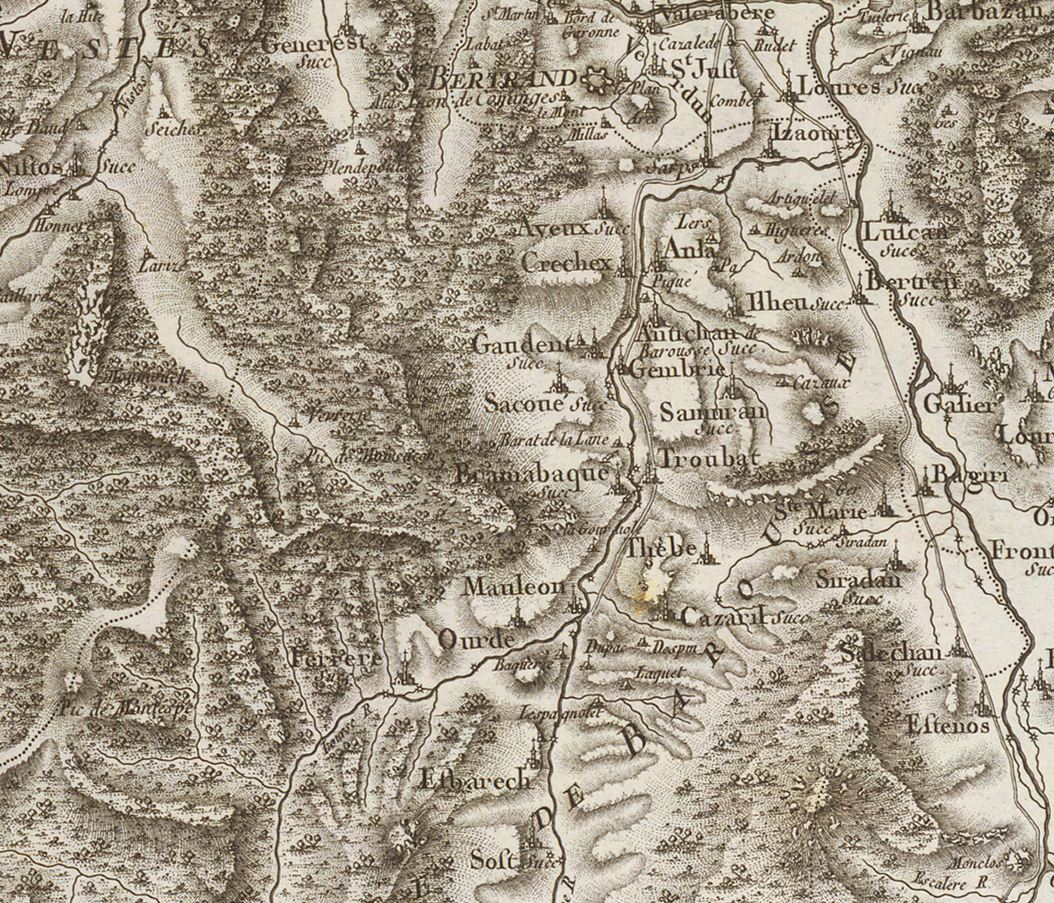
Extrait de la carte de Cassini (entre 1756 et 1789) situant Esbareich au sud de Mauléon-Barousse

On trouvera les principales informations dans le Dictionnaire toponymique des communes des Hautes Pyrénées de Michel Grosclaude et Jean-François Le Nail qui rapporte les dénominations historiques du village :
- de Stovarex, (v. 980, cartulaire de Lézat) ;
- De Sbarexio, latin (1387, pouillé du Comminges) ;
- Esbareix, (1767, Larcher, cartulaire du Comminges) ;
- Esbarech, (fin XVIIIe siècle, sur la carte de Cassini) ;
- Esbarech, (1788, Pomian, Comminges chrétien) ;
- Esbarreiths, (1790, Département 1) ;
- Esbareilhs, (1790, Département 2).

Nom occitan : Esbarèish.

## Politique et administration

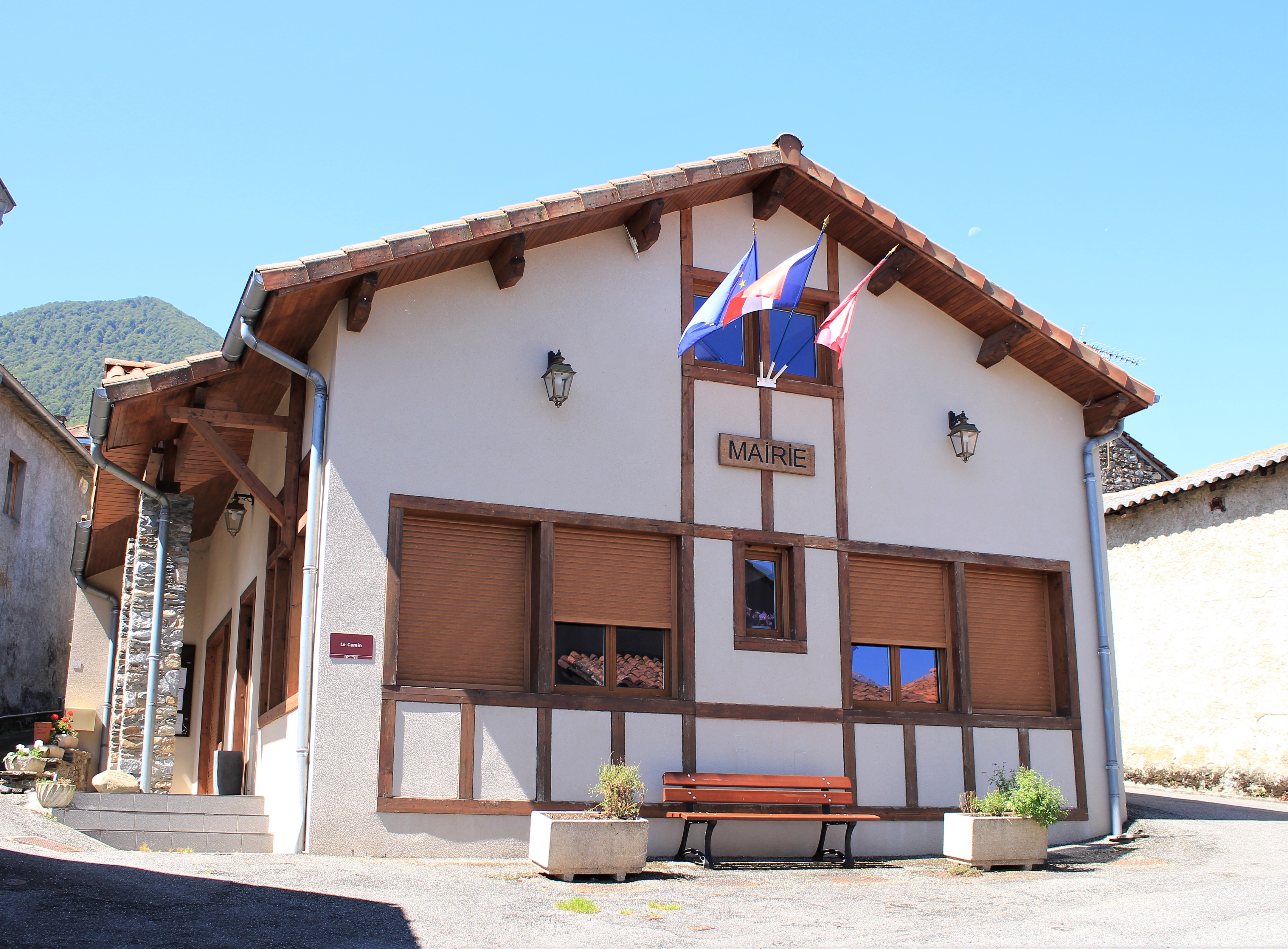
La mairie en 2023.

### Liste des maires
| Période                                  | Période   | Identité        | Étiquette | Qualité |
| ---------------------------------------- | --------- | --------------- | --------- | ------- |
| Les données manquantes sont à compléter. |           |                 |           |         |
|                                          |           |                 |           |         |
|                                          |           | Robert Manent   |           |         |
| mars 2001 (réélu en avril 2014)          | mars 2020 | Maurice Seilhan |           |         |
| mars 2020                                | en cours  | Julien Bégué    |           |         |

### Rattachements administratifs et électoraux

#### Intercommunalité
Esbareich appartient à la communauté de communes Neste Barousse créée en janvier 2017 et qui réunit 43 communes.

## Population et société

### Démographie

#### Évolution démographique
L'évolution du nombre d'habitants est connue à travers les recensements de la population effectués dans la commune depuis 1793. Pour les communes de moins de 10 000 habitants, une enquête de recensement portant sur toute la population est réalisée tous les cinq ans, les populations de référence des années intermédiaires étant quant à elles estimées par interpolation ou extrapolation. Pour la commune, le premier recensement exhaustif entrant dans le cadre du nouveau dispositif a été réalisé en 2004.

En 2022, la commune comptait 79 habitants, en évolution de −2,47 % par rapport à 2016 (Hautes-Pyrénées : +1,59 %, France hors Mayotte : +2,11 %).
| 1793 | 1800 | 1806 | 1821 | 1831 | 1836 | 1841 | 1846 | 1851 |
| ---- | ---- | ---- | ---- | ---- | ---- | ---- | ---- | ---- |
| 396  | 379  | 437  | 464  | 540  | 573  | 580  | 599  | 572  |

| 1856 | 1861 | 1866 | 1872 | 1876 | 1881 | 1886 | 1891 | 1896 |
| ---- | ---- | ---- | ---- | ---- | ---- | ---- | ---- | ---- |
| 538  | 526  | 504  | 468  | 518  | 436  | 444  | 516  | 402  |

| 1901 | 1906 | 1911 | 1921 | 1926 | 1931 | 1936 | 1946 | 1954 |
| ---- | ---- | ---- | ---- | ---- | ---- | ---- | ---- | ---- |
| 406  | 405  | 405  | 241  | 227  | 177  | 160  | 128  | 118  |

| 1962 | 1968 | 1975 | 1982 | 1990 | 1999 | 2004 | 2006 | 2009 |
| ---- | ---- | ---- | ---- | ---- | ---- | ---- | ---- | ---- |
| 104  | 97   | 60   | 47   | 53   | 61   | 90   | 91   | 75   |

| 2014 | 2019 | 2022 | - | - | - | - | - | - |
| ---- | ---- | ---- | - | - | - | - | - | - |
| 80   | 82   | 79   | - | - | - | - | - | - |

### Enseignement
La commune dépend de l'académie de Toulouse. Elle ne dispose plus d'école en 2019.

## Économie

### Emploi
|                | 2008  | 2013   | 2018   |
| -------------- | ----- | ------ | ------ |
| Commune        | 4,3 % | 11,9 % | 13,5 % |
| Département    | 7,7 % | 9,4 %  | 9,8 %  |
| France entière | 8,3 % | 10 %   | 10 %   |

En 2018, la population âgée de 15 à 64 ans s'élève à 37 personnes, parmi lesquelles on compte 70,3 % d'actifs (56,8 % ayant un emploi et 13,5 % de chômeurs) et 29,7 % d'inactifs,. En  2018, le taux de chômage communal (au sens du recensement) des 15-64 ans est supérieur à celui du département et de la France, alors qu'en 2008 la situation était inverse.
La commune est hors attraction des villes,. Elle compte 2 emplois en 2018, contre 7 en 2013 et 8 en 2008. Le nombre d'actifs ayant un emploi résidant dans la commune est de 21, soit un indicateur de concentration d'emploi de 9,5 % et un taux d'activité parmi les 15 ans ou plus de 34,2 %.
Sur ces 21 actifs de 15 ans ou plus ayant un emploi, 2 travaillent dans la commune, soit 10 % des habitants. Pour se rendre au travail, 85,7 % des habitants utilisent un véhicule personnel ou de fonction à quatre roues et 14,3 % n'ont pas besoin de transport (travail au domicile).

## Culture locale et patrimoine

### Lieux et monuments
- Église Notre-Dame de l'Assomption.
- Pont surplombant l'Ourse de Sost d'une vingtaine de mètres.
- Une tour carré de huit mètres rappel l'emplacement de la chapelle avant la construction de la nouvelle église.
- Monument aux morts.

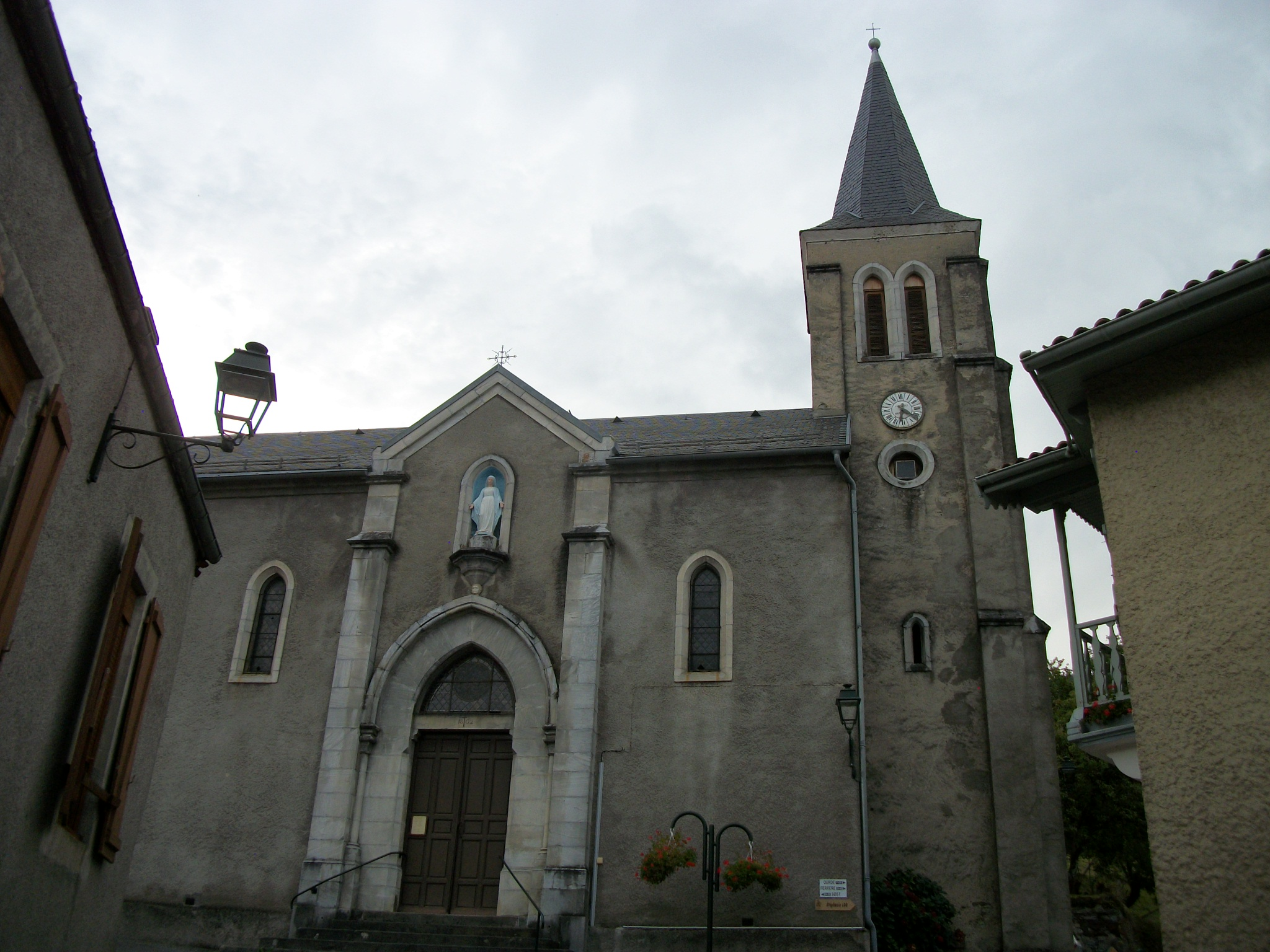
L'église Notre-Dame de l'Assomption.
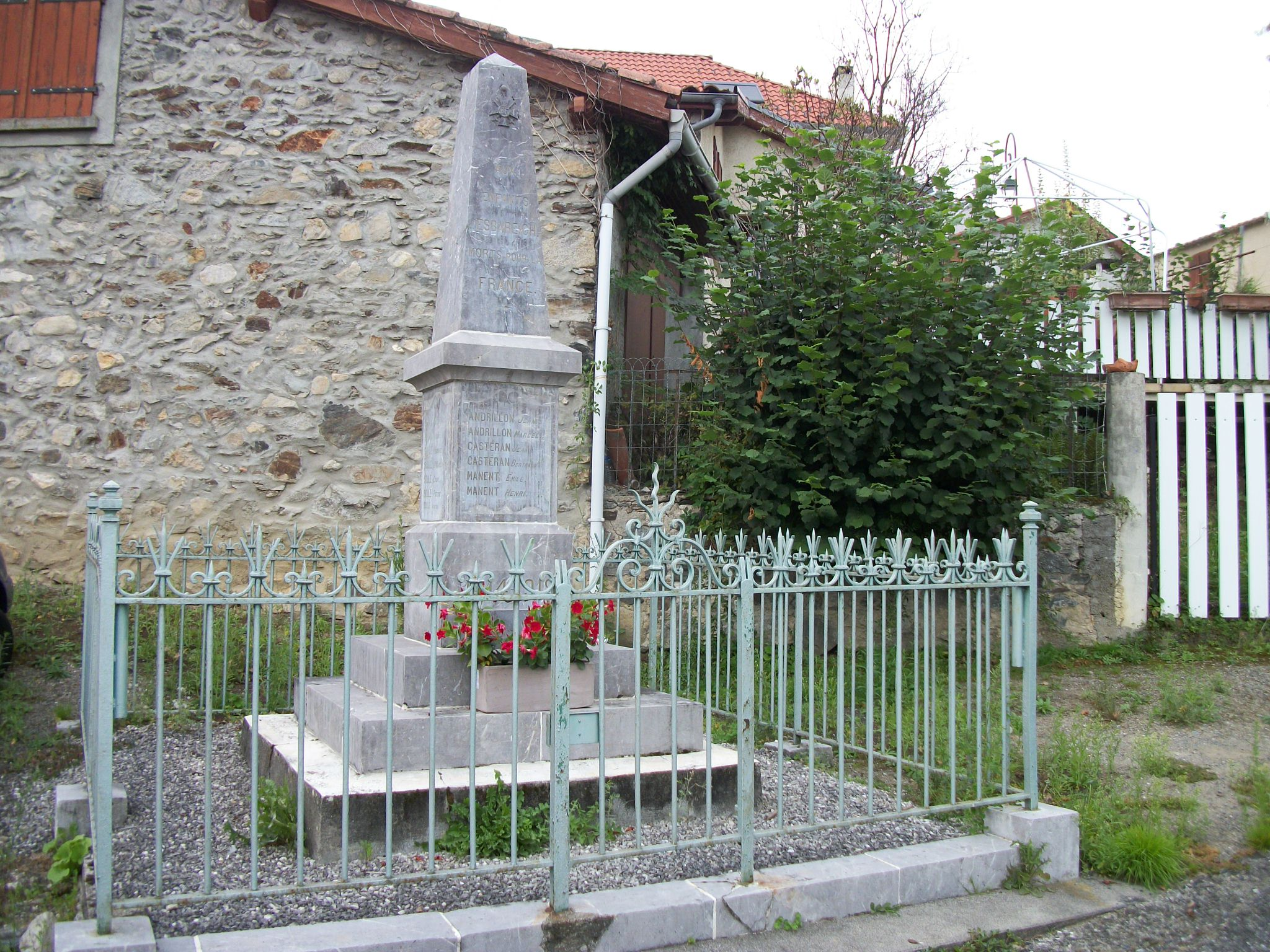
Le monument aux morts.
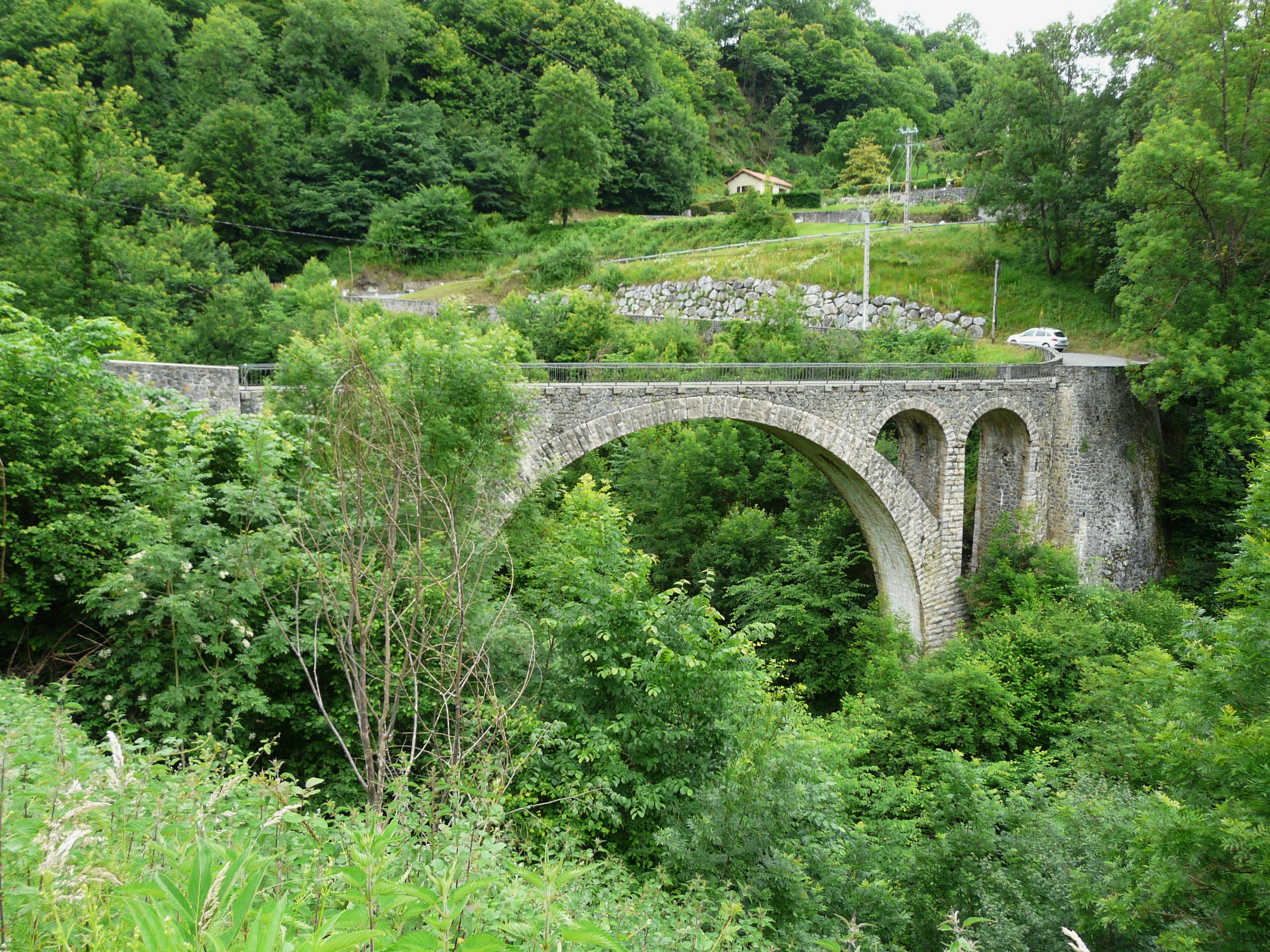
Pont sur l'Ourse de Sost.
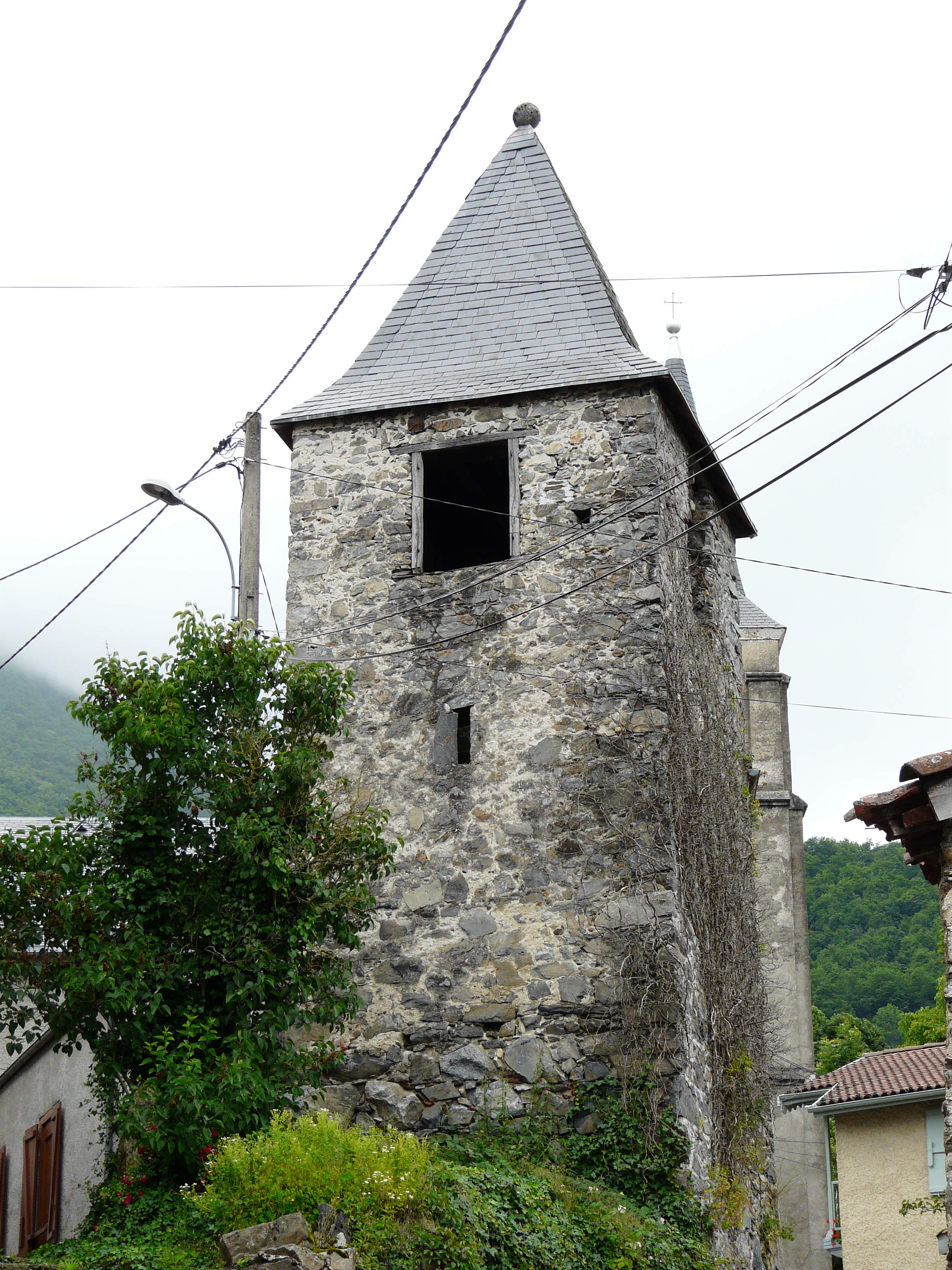
La tour montre l'emplacement de l'ancienne chapelle.
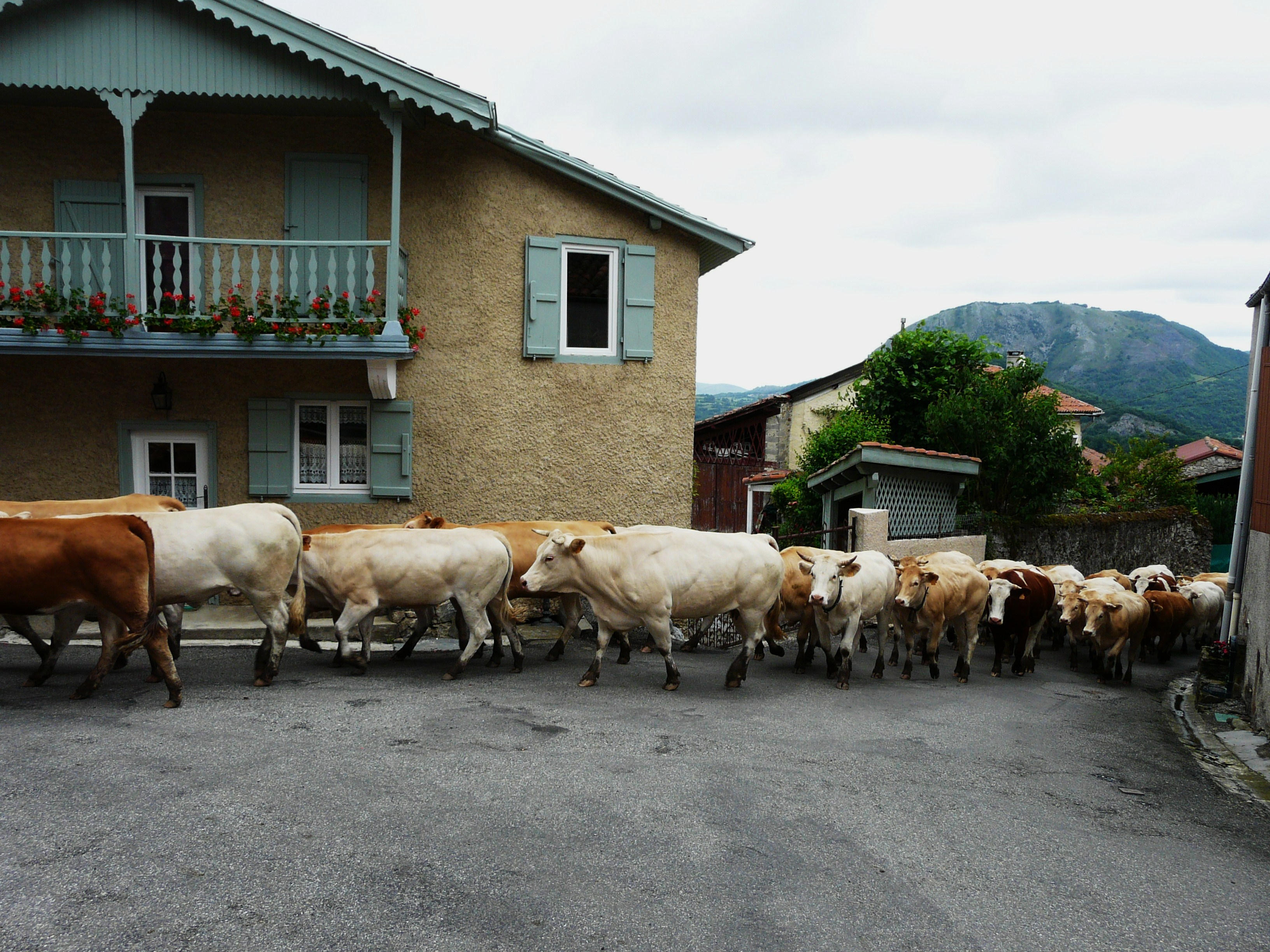
Montée à l'estive en juin 2011.

- Salle communale.
- Nombreux abreuvoirs.

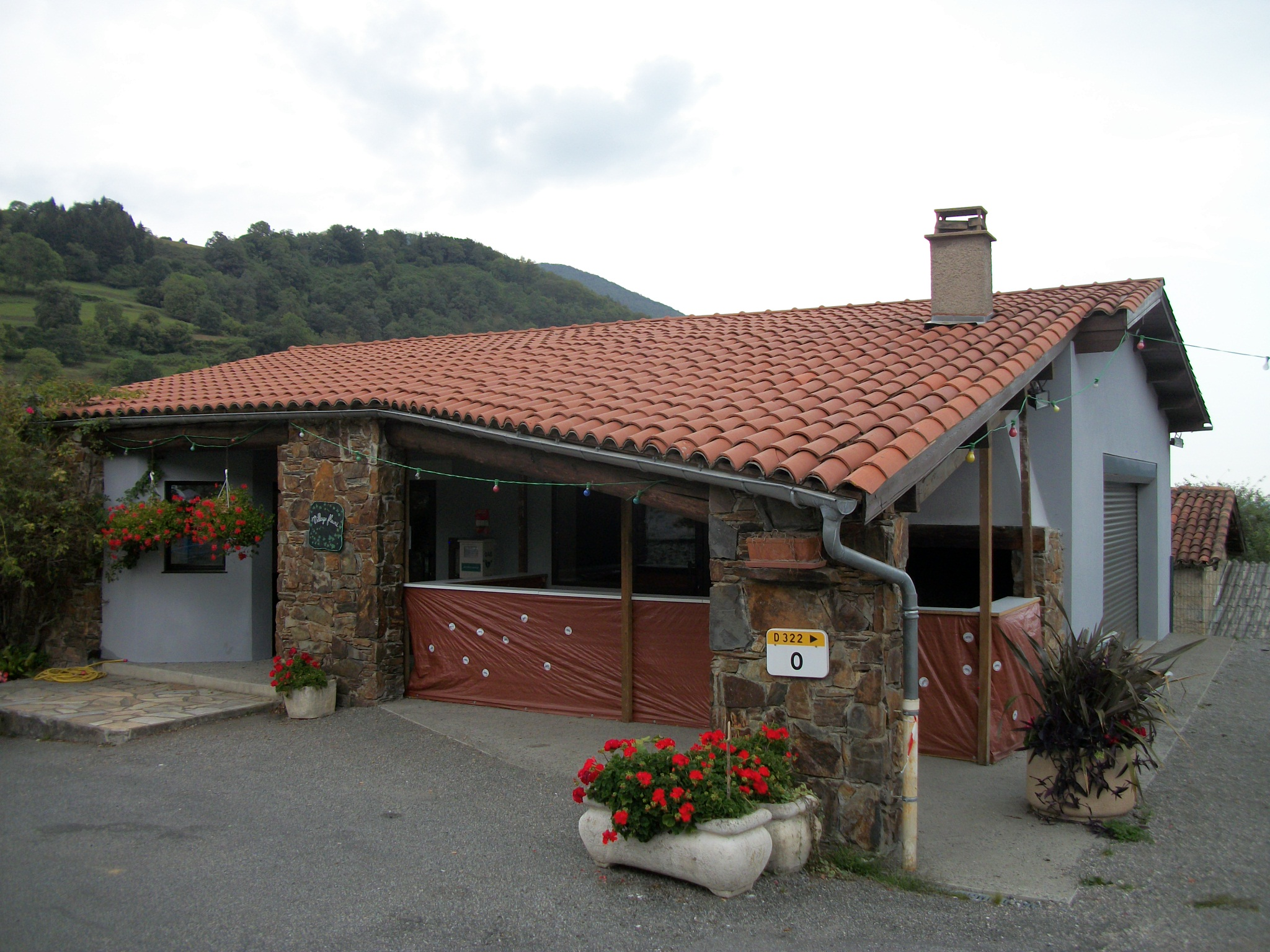
La salle communale.
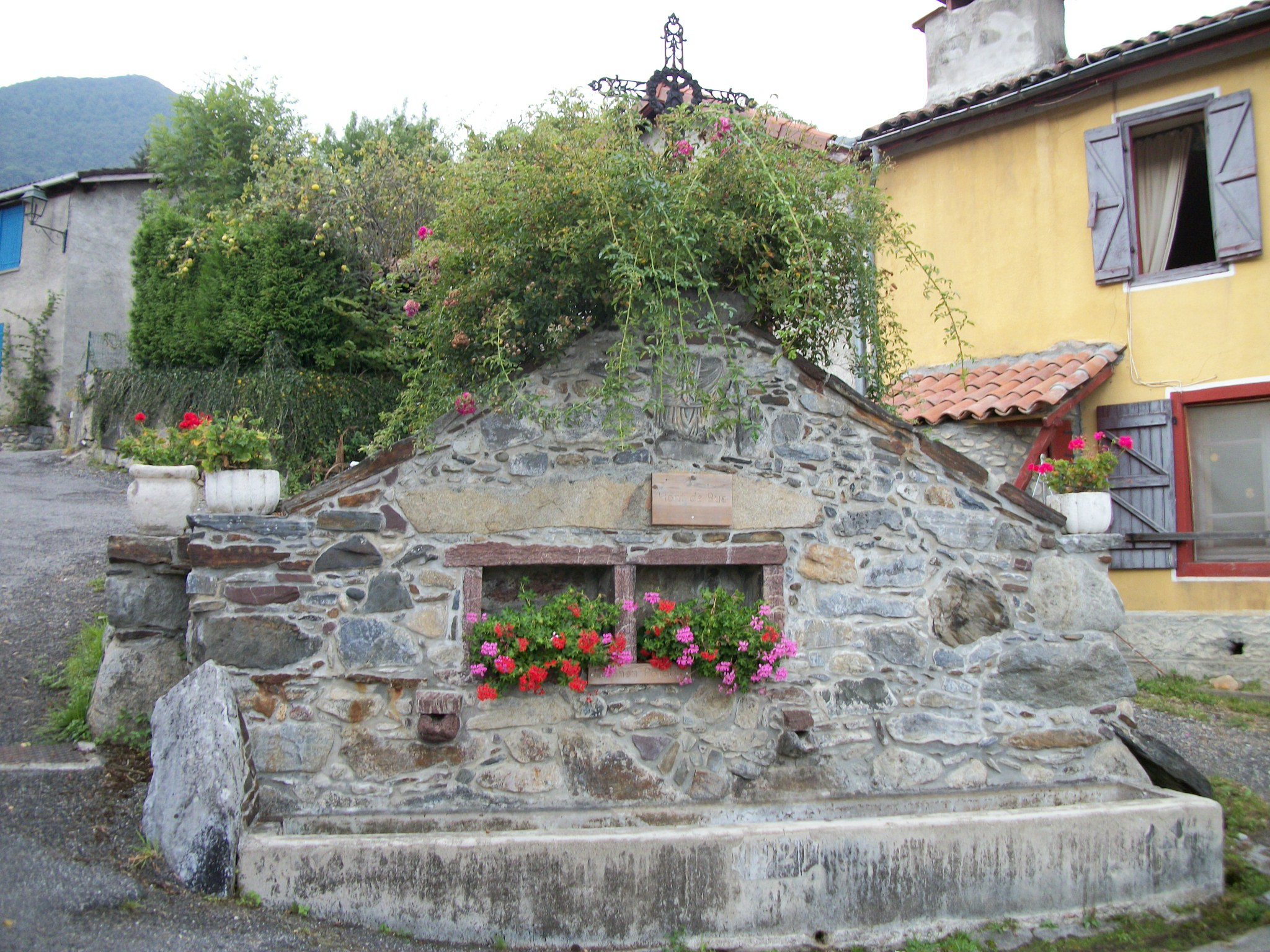
Un monument avec abreuvoir fleuri surmonter d'une croix.
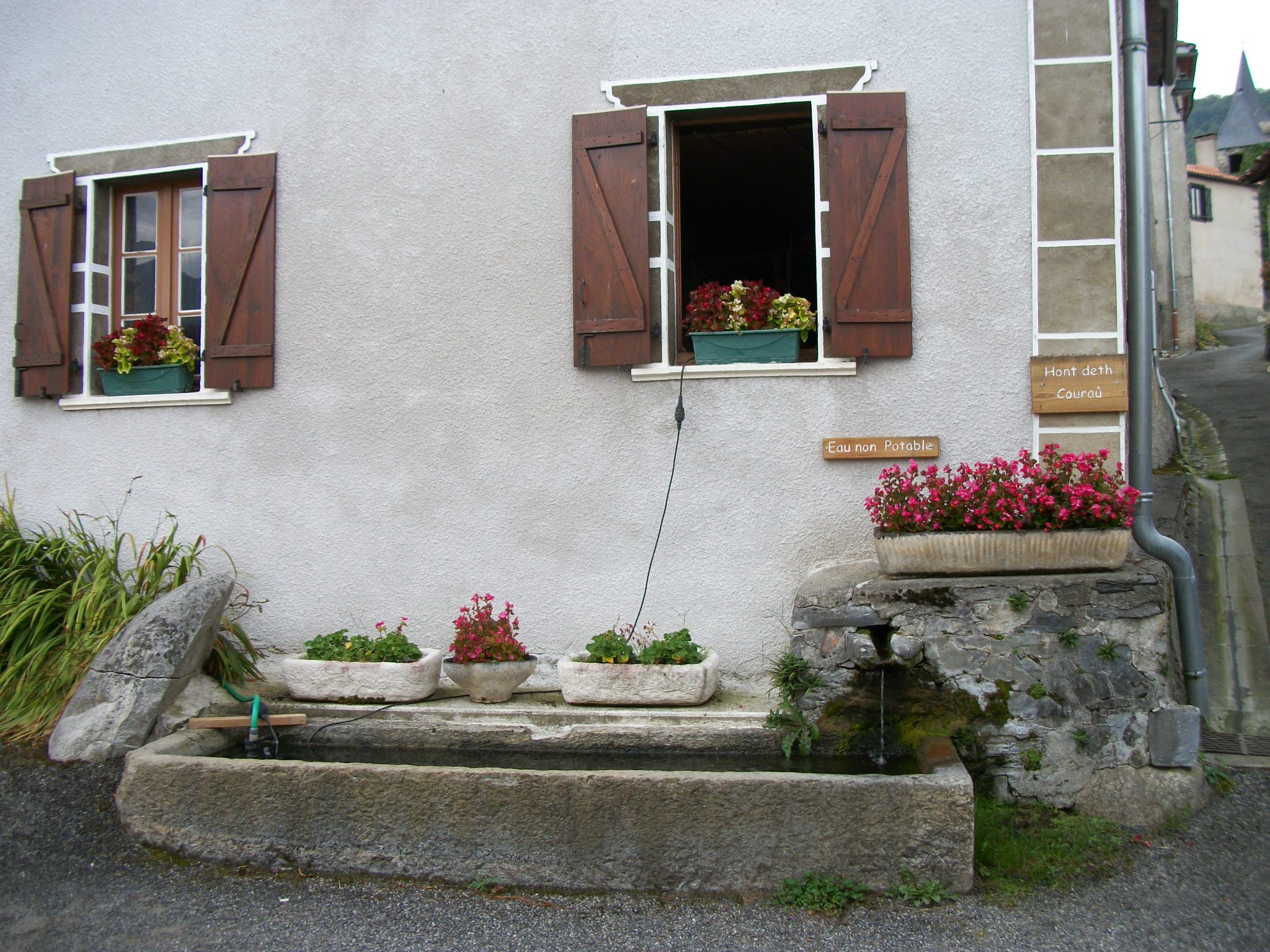
Un abreuvoir fleuri.
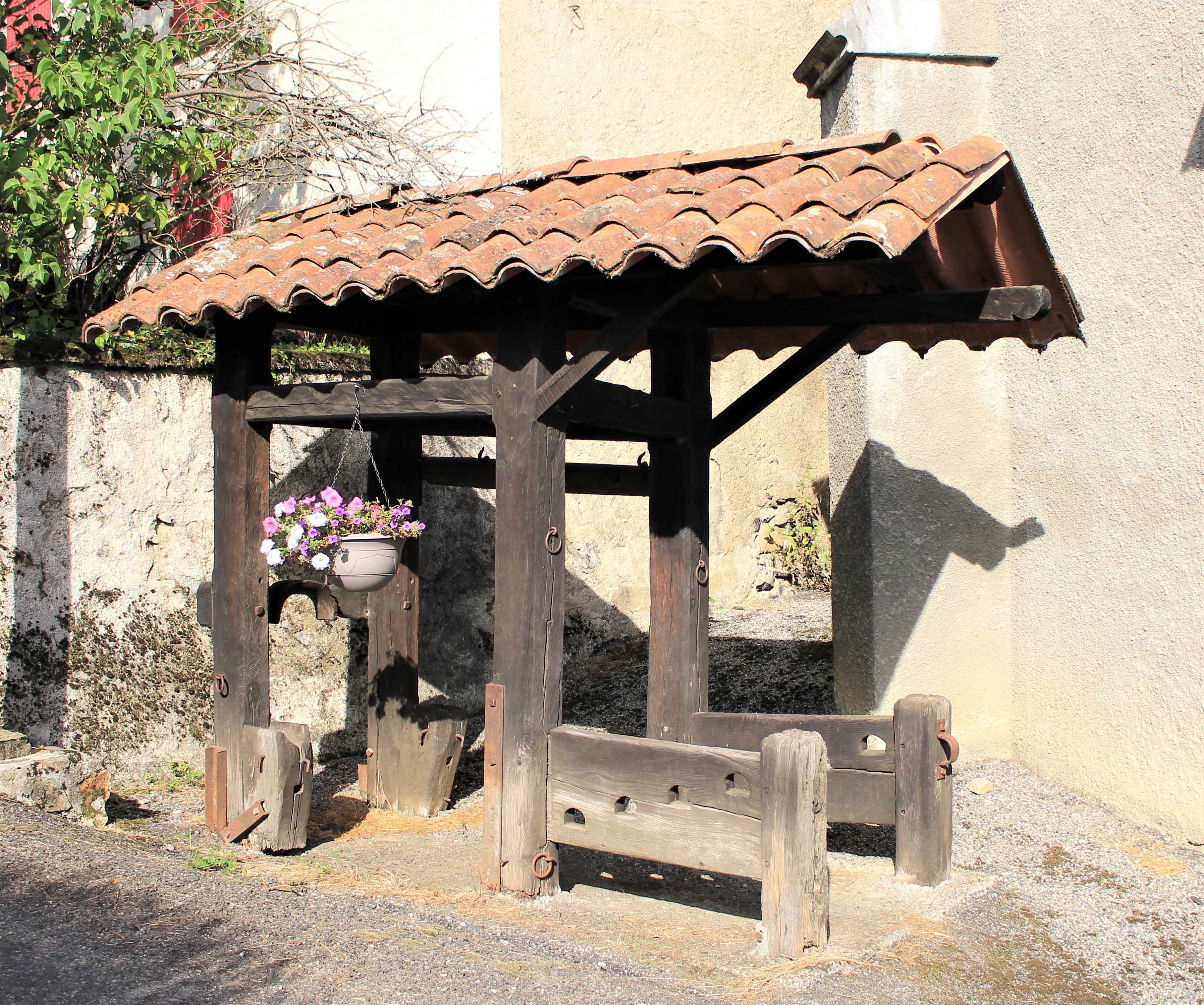
Le travail à ferrer.

### Héraldique
| Blason de Esbareich | Blason  | D'azur à un mouton d'argent sur un tertre herbeux au naturel; à la bordure d'argent chargé de huit étincelles de gueules. |
| Blason de Esbareich | Détails | Le statut officiel du blason reste à déterminer.                                                                          |